# Maata Mahupuku
Maata Mahupuku, alias Martha Grace, née le 10 avril 1890 et morte le 15 janvier 1952 est la descendante d'un chef de tribu néo-zélandaise. De descendance maorie, elle s'est identifiée à l'iwi Ngati Kahungunu. Activiste pour la promotion de la langue maorie, elle est aussi connue par les écrits de l'écrivaine Katherine Mansfield, avec laquelle elle entame une relation amoureuse. 

## Biographie
Mahupuku est la petite-fille d'un chef maori, Wiremu Mahipuku. Elle est née à Greytown, Wairarapa, en Nouvelle-Zélande, le 10 avril 1890. Son père, Richard William Mahupuku est éleveur de moutons. Il meurt quand elle est jeune et sa mère, Emily Sexton, se remarie avec un autre éleveur de moutons, Nathaniel Grace. Elle est  connue sous le nom de Martha Grace. 

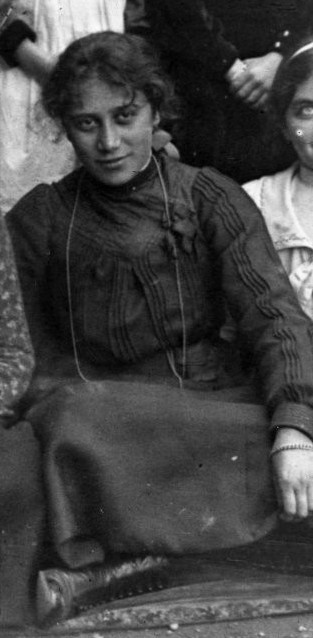
Maata Mahupku alias Martha Grace sur une photo d'école en 1901

Elle entretient une relation amoureuse avec l'écrivaine Katherine Mansfield,,, qui a deux ans de plus qu'elle, relation qui débute au cours de leurs études à Wellington, puis se poursuit plus tard à Londres et par correspondance. 
Mahupuku hérite de vastes terres et, bien que son avocat ait détourné une partie de sa fortune, elle est riche. Elle épouse George McGregor et devient une personnalité publique  en Nouvelle-Zélande. 
Avec Niniwa-i-te-rangi, Maata Mahupuku et un groupe de femmes du mouvement Kotahitanga ont produit et financé des journaux de langue Māori et organisé des comités de femmes défendant les droits civiques des Maoris.   
Mansfield commence un roman sur elle dont Mahupuku prétend avoir un texte complet, mais après la mort de Mansfield, seul un chapitre et un plan sont retrouvés. Ce manuscrit est par la suite complété et publié. 